# Nicole Casanova
Pour les articles homonymes, voir Casanova (homonymie).
Nicole Casanova, née en 1934, est une écrivaine, traductrice (depuis l'allemand) et critique littéraire française. Elle collabore notamment au Monde et au Quotidien de Paris (Groupe Quotidien) et, depuis 1975, à La Quinzaine littéraire. En 1991, elle reçoit le prix Alfred de Vigny.
Elle est la mère d'Olivier Mannoni, traducteur, journaliste et biographe français.

## Œuvres
- La Ville qui penche, Gallimard, 1962. Prix Anaïs-Ségalas de l’Académie française en 1963
- Isolde 39. Germaine Lubin, Flammarion, 1974.
- Atelier des métamorphoses (Entretiens avec Günter Grass), Éditions Belfond, 1979.
- Mes Allemagnes, Hachette, 1987.
- L'Oiseau vert du bonheur, Belfond, 1988.
- Alfred de Vigny sous le masque de fer, Calman-Lévy, 1990.
- Sainte-Beuve, Mercure de France, 1995.

## Quelques traductions
De l'allemand vers le français
- 2004 : Moi et Kaminski, Daniel Kehlmann, Arles : Actes sud, 2004  (ISBN 978-2-7427-4797-9)

traduction de  Ich und Kaminski. Roman. Suhrkamp, Frankfurt 2003.  (ISBN 3-518-41395-3)
- 2019 : Nietzsche : biographie d'une pensée, Rüdiger Safranski, Actes Sud, 2000  (ISBN 978-2742728961)

traduction de Friedrich Nietzsche. Biographie seines Denkens, München u. a., Hanser. 2000  (ISBN 3-446-19938-1)